# The Upside
The Upside és una pel·lícula estatunidenca de comèdia dramàtica de 2017 dirigida per Neil Burger i escrita per Jon Hartmere. És un remake de la pel·lícula francesa de 2011 Intocable, que estava inspirada en la vida de Philippe Pozzo di Borgo. El film segueix un multimilionari paralític (Bryan Cranston) que té una amistat poc comú amb un condemnat en llibertat condicional (Kevin Hart) al qual contracta perquè cuide d'ell. Nicole Kidman, Golshifteh Farahani, i Julianna Margulies també apareixen. És el tercer remake de The Intouchables després del film telugu Oopiri, i el film argentí Inseparables (2016).
Es va estrenar als cinemes dels Estats Units l'11 de gener de 2019. The Upside va recaptar 122 milions de dòlars a nivell mundial i va rebre crítiques de tot tipus dels crítics, que van elogiar la química dels actors protagonistes, però que alhora també consideraven que la història era previsible i tòpica.